# Les Trois Petits Cochons (bande dessinée, Tarek)
Pour les articles homonymes, voir Les Trois Petits Cochons (homonymie).
Les Trois Petits Cochons est une bande dessinée française adaptée du conte éponyme en 2005. Les auteurs ont détourné l'histoire d'origine en introduisant deux loups (un Juif et un Musulman) qui ne mangent pas de porc et qui ont pour mission de croquer les trois petits cochons.

## Synopsis
Dans une gare située dans une forêt pas comme les autres, deux loups se retrouvent. Le premier, un loup juif venant de Pologne se prénommant Shalom et le second un loup bédouin arrive au même arrêt mais sur le quai qui fait face. Ce n’est autre que ce brave Salam, loup espiègle d’Arabie et de confession musulmane. Ils regardent chacun dans une direction opposée comme si la situation était normale. Soudain un vieux bonhomme transportant un gros grimoire sous son épaule apparaît sur une branche qui trône au-dessus de la voie. Le vieil homme s’adresse aux deux loups et leur confie une redoutable mission : retrouver les trois petits cochons et les manger.
Le quiproquo s'installe donc dès le début de l'aventure puisque les deux braves bêtes ne mangent pas de porc... Et qu'en est-il des cochons ? Jean-Bon, Gras double et Petit Groin sont chassés de chez eux (le vieil homme persuade leurs parents) et doivent se débrouiller comme des grands. La vie loin du confort de la maison familial leur manque assez rapidement. La rencontre avec les loups va bouleverser les rapports entre les animaux dans la forêt et bien sûr provoquer des remous au sein même du syndicat des animaux.
Et pour finir, un banquet,.

## Sujets traités dans la BD
Cet album de bande dessinée aborde des sujets contemporains à travers un conte populaire.

### La religion
Deux loups, l'un musulman et l'autre juif, se voient confier une mission : manger les trois petits cochons. Ce postulat de départ permet d'aborder la question de l'interdit alimentaire de la viande porcine dans ces deux religions et de l'expliquer aux plus jeunes avec humour et sans dogmatisme. Il n'y a à aucun moment des allusions directes à la religion, mais des affirmations des personnages expliquant la situation. Un lutin, une sorte de lexique doué de la parole, éclaire les loups mais aussi les lecteurs. Ce n'est donc pas une histoire qui explique les différentes religions monothéistes mais une balade joviale où l'absurde et le non-sens de la mission suscite débat et questionnements. Le double niveau de lecture permet aussi aux parents d'aborder ces problèmes de société avec les enfants.

### La tolérance
C'est le sujet central de cette bande dessinée : la sorcière Béhbeh incarne le personnage extrémiste qui vient rappeler aux lecteurs qu'il y a des personnes qui sont intolérantes et que le monde n'est pas rose. Les loups sont pacifistes, tolérants et détestent la violence. Un syndicat d'animaux demande aux lecteurs d'intervenir pour que cesse l'utilisation abusive d'animaux dans le rôle des personnages méchants. Toujours l'humour pour parler de la tolérance et du vivre ensemble. Le banquet final est un banquet républicain comme dans la IIIe république et un clin d'œil à Astérix.

### Le racisme
L'apparition de la sorcière qui reproche aux deux loups d'être des assassins et le quiproquo avec les cochons permet de dénoncer le racisme ordinaire que l'on laisse se propager par lâcheté... Le magicien (narrateur de l'histoire) intervient fermement pour dire que cela suffit : d'une certaine manière les auteurs expriment leur point de vue. Le racisme doit être combattu avec fermeté et sans chercher à trouver des circonstances atténuantes.

### Morale du conte
Il faut vivre ensemble en bonne intelligence et comprendre la manière de vivre des autres pour ne pas avoir peur d'eux. L'humour est la meilleure contre la bêtise des adultes et des médisants.

## Les auteurs

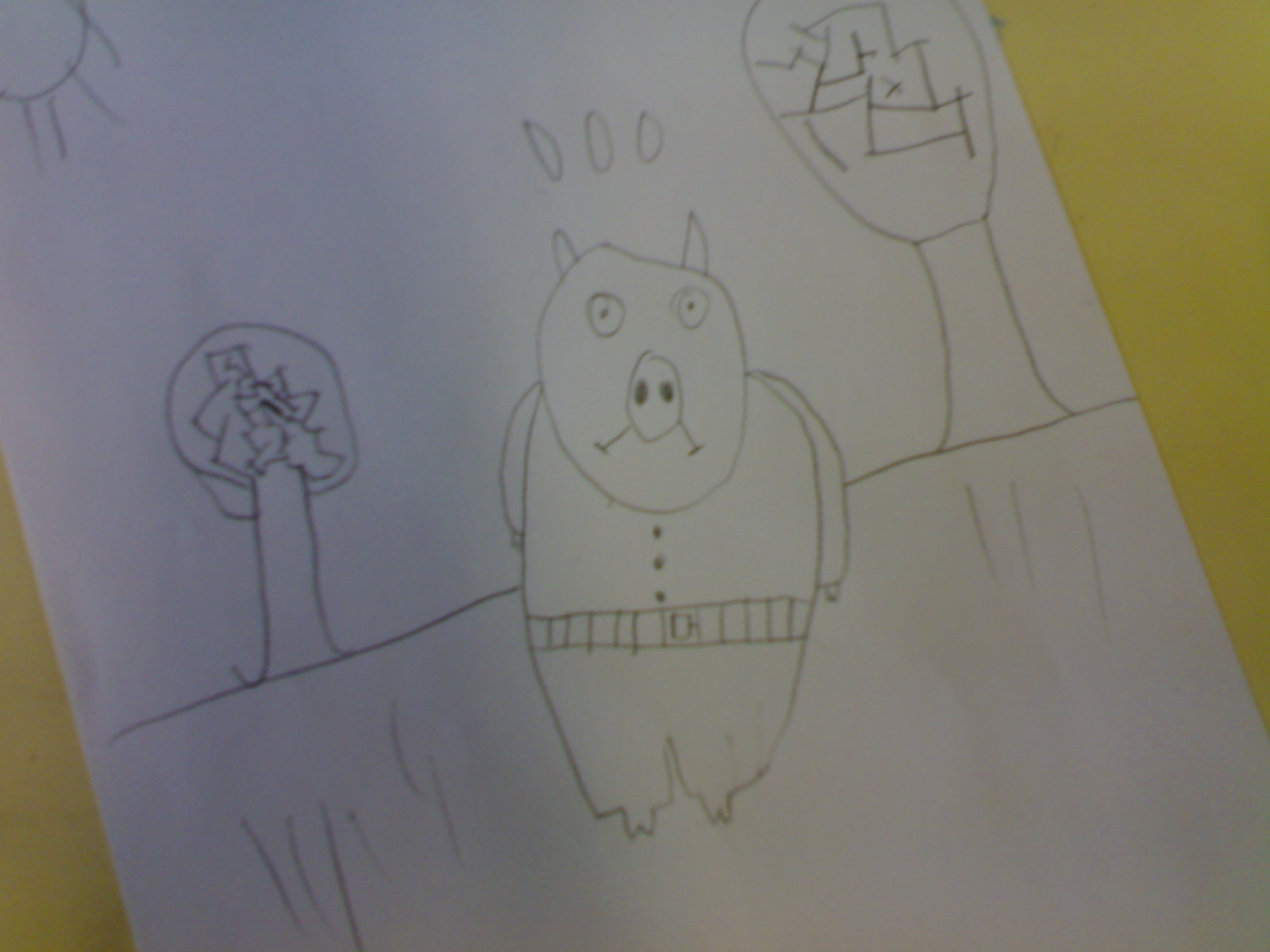
Un dessin de Gras-Double par un enfant

- Scénario : Tarek
- Dessins : Aurélien Morinière
- Couleurs : Svart

## Récompenses
- Conseil de lecture CNDP-CRDP
- Prix du meilleur album jeunesse, Collonges-la-Rouge 2006
- nommé au prix de la ville, Lyon 2006
- nommé au prix jeunesse, Brignais 2006[5]
- Sélection prix BD jeunesse France Télévision 2006
- Sélection prix des collégiens, Angoulême 2006[6]

## Exposition
- Salon du livre de Paris (espace bande dessinée)[7], 2007
- Médiathèque de Bilière, 2006
- Brignais, 2008[8]
- Salon du livre jeunesse de Montreuil, 2006
- Voyages en bandes dessinées en gare Montparnasse[9], 2006

## Éditeur
- EP éditions dans la collection EP Jeunesse janvier 2006